# Francja na Zimowych Igrzyskach Olimpijskich 2010

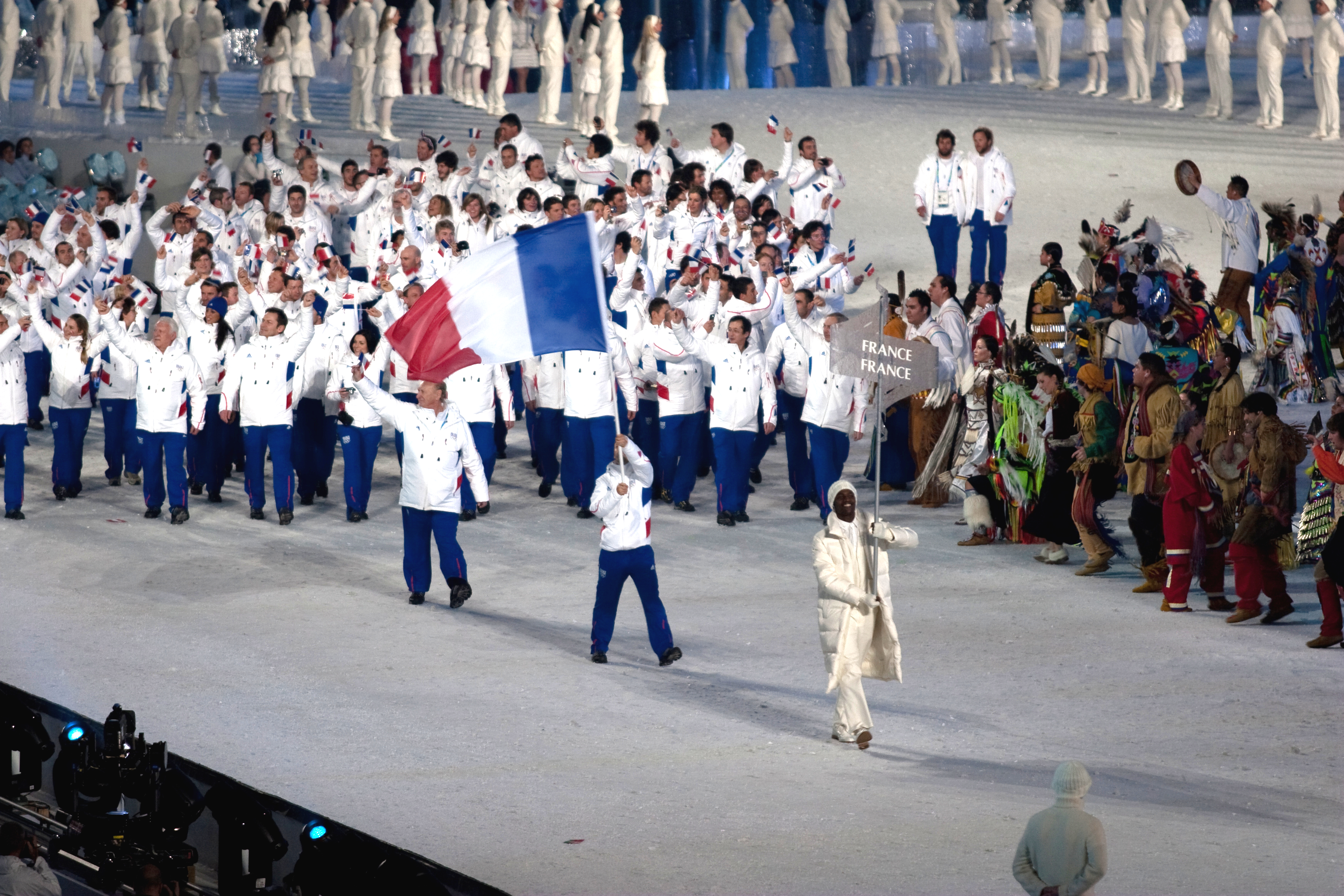
Reprezentacja Francji podczas uroczystości otwarcia igrzysk.

Francję na Zimowych Igrzyskach Olimpijskich 2010 reprezentowało stu ośmiu zawodników.

## Zdobyte medale
| Medal  | Zawodnik                                                      | Dyscyplina          | Konkurencja                |
| ------ | ------------------------------------------------------------- | ------------------- | -------------------------- |
| Złoto  | Vincent Jay                                                   | Biathlon            | Sprint mężczyzn            |
| Złoto  | Jason Lamy-Chappuis                                           | Kombinacja norweska | Gundersen/HS 106           |
| Srebro | Déborah Anthonioz                                             | Snowboarding        | Snowboardcross kobiet      |
| Srebro | Martin Fourcade                                               | Biathlon            | Start masowy mężczyzn      |
| Srebro | Marie-Laure Brunet Sylvie Becaert Marie Dorin Sandrine Bailly | Biathlon            | Sztafeta kobiet            |
| Brąz   | Vincent Jay                                                   | Biathlon            | Bieg pościgowy mężczyzn    |
| Brąz   | Marie Dorin                                                   | Biathlon            | Sprint kobiet              |
| Brąz   | Marie-Laure Brunet                                            | Biathlon            | Bieg pościgowy kobiet      |
| Brąz   | Tony Ramoin                                                   | Snowboarding        | Snowboardcross mężczyzn    |
| Brąz   | Marion Josserand                                              | Narciarstwo dowolne | Skicross kobiet            |
| Brąz   | Mathieu Bozzetto                                              | Snowboarding        | Gigant równoległy mężczyzn |

## Wyniki reprezentacji Francji

### Biathlon
Kobiety
- Sandrine Bailly

sprint - 15. miejsce
bieg pościgowy - 27. miejsce
bieg indywidualny - 52. miejsce
bieg masowy - 7. miejsce
- Sylvie Becaert

sprint - 29. miejsce
bieg pościgowy - 29. miejsce
bieg indywidualny - 30. miejsce
- Marie-Laure Brunet

sprint - 6. miejsce
bieg pościgowy - 
bieg indywidualny - 12. miejsce
bieg masowy - 15. miejsce
- Marie Dorin

sprint - 
bieg pościgowy - 17. miejsce
bieg indywidualny - 51. miejsce
bieg masowy - 16. miejsce
- Marie-Laure Brunet
Sylvie Becaert
Marie Dorin
Sandrine Bailly

sztafeta - 
Mężczyźni
- Vincent Defrasne

sprint - 53. miejsce
bieg pościgowy - 22. miejsce
bieg indywidualny - 26. miejsce
- Martin Fourcade

sprint - 35. miejsce
bieg pościgowy - 34. miejsce
bieg indywidualny - 14. miejsce
bieg masowy - 
- Simon Fourcade

sprint - 71. miejsce
bieg indywidualny - 40. miejsce
bieg masowy - 14. miejsce
- Vincent Jay

sprint - 
bieg pościgowy - 
bieg indywidualny - 60. miejsce
bieg masowy - 8. miejsce
- Vincent Jay
Martin Fourcade
Simon Fourcade
Vincent Defrasne

sztafeta - 8. miejsce

### Biegi narciarskie
Kobiety
- Laure Barthélémy

10 km stylem dowolnym - 62. miejsce
- Célia Bourgeois

10 km stylem dowolnym - 48. miejsce
- Aurore Cuinet

Sprint stylem klasycznym - 23. miejsce
10 km stylem dowolnym - 47. miejsce
Bieg łączony - 32. miejsce
30 km stylem klasycznym - 15. miejsce
- Karine Philippot

10 km stylem dowolnym - 26. miejsce
Bieg łączony - 19. miejsce
30 km stylem klasycznym - 10. miejsce
- Cécile Storti

Bieg łączony - 45. miejsce
30 km stylem klasycznym - DNF
- Émilie Vina

Bieg łączony - 49. miejsce
- Karine Philippot
Laure Barthélémy

Sprint drużynowy stylem dowolnym - 10. miejsce
- Aurore Cuinet
Karine Philippot
Célia Bourgeois
Cécile Storti

sztafeta - 6. miejsce
Mężczyźni
- Roddy Darragon

Sprint stylem klasycznym - 31. miejsce
- Robin Duvillard

Bieg łączony - 50. miejsce
- Jean-Marc Gaillard

15 km stylem dowolnym - 32. miejsce
Bieg łączony - 30. miejsce
50 km stylem klasycznym - 19. miejsce
- Emmanuel Jonnier

Bieg łączony - 20. miejsce
- Maurice Manificat

15 km stylem dowolnym - 6. miejsce
Bieg łączony - 26. miejsce
- Cyril Miranda

Sprint stylem klasycznym - 16. miejsce
50 km stylem klasycznym - 38. miejsce
- Vincent Vittoz

15 km stylem dowolnym - 5. miejsce
Bieg łączony - 15. miejsce
50 km stylem klasycznym - 13. miejsce
- Cyril Miranda
Vincent Vittoz

Sprint drużynowy stylem dowolnym - 7. miejsce
- Jean-Marc Gaillard
Vincent Vittoz
Maurice Manificat
Emmanuel Jonnier

sztafeta - 4. miejsce

### Curling
Mężczyźni - 7. miejsce
| Imię i nazwisko |
| --------------- |
| Thomas Dufour   |
| Tony Angiboust  |
| Jan Ducroz      |
| Richard Ducroz  |
| Raphaël Mathieu |

### Kombinacja norweska
Mężczyźni
- François Braud

Gundersen/HS 106 - 34. miejsce
Gundersen/HS 140 - 14. miejsce
- Jonathan Felisaz

Gundersen/HS 106 - 30. miejsce
- Sébastien Lacroix

Gundersen/HS 106 - 19. miejsce
Gundersen/HS 140 - 19. miejsce
- Maxime Laheurte

Gundersen/HS 140 - 38. miejsce
- Jason Lamy Chappuis

Gundersen/HS 106 - 
Gundersen/HS 140 - 18. miejsce
- Maxime Laheurte
François Braud
Sébastien Lacroix
Jason Lamy Chappuis

sztafeta - 4. miejsce

### Łyżwiarstwo figurowe
Mężczyźni
- Florent Amodio

soliści - 12. miejsce
- Brian Joubert

soliści - 16. miejsce
Pary
- Vanessa James
Yannick Bonheur

Pary sportowe - 14. miejsce
- Isabelle Delobel
Olivier Schoenfelder

Pary taneczne - 6. miejsce
- Nathalie Péchalat
Fabian Bourzat

Pary taneczne - 7. miejsce

### Łyżwiarstwo szybkie
Mężczyźni
- Pascal Briand

1500 m - 33. miejsce
- Alexis Contin

5000 m - 6. miejsce
10 000 m - 4. miejsce

### Narciarstwo alpejskie
Kobiety
- Sandrine Aubert

slalom - 5. miejsce
kombinacja - 20. miejsce
- Taina Barioz

gigant - 9. miejsce
- Anne-Sophie Barthet

slalom - 26. miejsce
- Olivia Bertrand

gigant - 12. miejsce
- Claire Dautherives

slalom - DNF
- Ingrid Jacquemod

zjazd - 23. miejsce
supergigant - 10. miejsce
- Marie Marchand-Arvier

zjazd - 7. miejsce
supergigant - DNF
kombinacja - 10. miejsce
- Anémone Marmottan

gigant - 11. miejsce
- Nastasia Noens

slalom - 29. miejsce
- Aurélie Revillet

zjazd - 17. miejsce
supergigant - 22. miejsce
- Marion Rolland

zjazd - DNF
- Tessa Worley

gigant - 16. miejsce
Mężczyźni
- Johan Clarey

zjazd - 27. miejsce
kombinacja - DNF
- Guillermo Fayed

zjazd - 26. miejsce
supergigant - 22. miejsce
- Julien Lizeroux

slalom - 9. miejsce
kombinacja - 18. miejsce
- Thomas Mermillod Blondin

gigant - DNF
slalom - 21. miejsce
kombinacja - 19. miejsce
- Steve Missillier

gigant - 13. miejsce
slalom - DNS
- David Poisson

zjazd - 7. miejsce
supergigant - DNF
- Cyprien Richard

gigant - DNF
- Gauthier de Tessières

supergigant - 31. miejsce
gigant - DNS
- Adrien Théaux

zjazd - 16. miejsce
supergigant - 13. miejsce
kombinacja - DNF
- Maxime Tissot

slalom - 16. miejsce

### Narciarstwo dowolne
Kobiety
- Ophélie David

Ski Cross - 9. miejsce
- Chloé Georges

Ski Cross - 28. miejsce
- Marion Josserand

Ski Cross - 
Mężczyźni
- Anthony Benna

jazda po muldach - 30. miejsce
- Arnaud Burille

jazda po muldach - 22. miejsce
- Guilbaut Colas

jazda po muldach - 6. miejsce
- Enak Gavaggio

Ski Cross - 5. miejsce
- Xavier Kuhn

Ski Cross - 17. miejsce
- Sylvain Miaillier

Ski Cross - 12. miejsce
- Pierre Ochs

jazda po muldach - 12. miejsce
- Ted Piccard

Ski Cross - 21. miejsce

### Saneczkarstwo
Mężczyźni
- Thomas Girod

jedynki - 22. miejsce

### Short track
Kobiety
- Stephanie Bouvier

500 m - 18. miejsce
1000 m - 13. miejsce
1500 m - 22. miejsce
- Veronique Pierron

500 m - 14. miejsce
Mężczyźni
- Maxime Chataignier

1000 m - DNF
1500 m - DNF
- Thibaut Fauconnet

500 m - 13. miejsce
1000 m - 15. miejsce
- Benjamin Macé

1500 m - 22. miejsce
- Jean-Charles Mattei

1500 m - 21. miejsce
- Maxime Chataignier
Jean-Charles Mattei
Benjamin Macé
Jeremy Masson
Thibault Fauconnet

sztafeta - 5. miejsce

### Skeleton
Mężczyźni
- Grégory Saint-Géniès - 15. miejsce

### Skoki narciarskie
Mężczyźni
- Emmanuel Chedal

Skocznia normalna - 24. miejsce
Skocznia duża - 13. miejsce
- Vincent Descombes Sevoie

Skocznia normalna - 28. miejsce
Skocznia duża - 21. miejsce
- David Lazzaroni

Skocznia normalna - 47. miejsce
Skocznia duża - 34. miejsce
- Alexandre Mabboux

Skocznia normalna - 50. miejsce
Skocznia duża - 48. miejsce
- Vincent Descombes Sevoie
David Lazzaroni
Alexandre Mabboux
Emmanuel Chedal

drużynowo - 9. miejsce

### Snowboard
Kobiety
- Déborah Anthonioz

boardercross - 
- Claire Chapotot

boardercross - 13. miejsce
- Nathalie Desmares

gigant równoległy - 18. miejsce
- Camile de Faucompret

gigant równoległy - 11. miejsce
- Nelly Moenne-Loccoz

boardercross - 6. miejsce
- Sophie Rodriguez

halfpipe - 5. miejsce
- Mirabelle Thovex

halfpipe - 20. miejsce
Mężczyźni
- Matthieu Bozzetto

gigant równoległy - 
- Mathieu Crepel

halfpipe - 10. miejsce
- Sylvain Dufour

gigant równoległy - 10. miejsce
- Paul-Henri de Le Rue

boardercross - 25. miejsce
- Xavier de Le Rue

boardercross - 19. miejsce
- Arthur Longo

halfpipe - 19. miejsce
- Tony Ramoin

boardercross - 
- Aluan Ricciardi

halfpipe - 15. miejsce
- Pierre Vaultier

boardercross - 9. miejsce
- Gary Zebrowski

halfpipe - 13. miejsce